# El colegial
El colegial es una película muda dirigida por James W. Horne en 1927.

## Sinopsis
Ronald es un estudiante que antepone el intelecto a la fuerza muscular de los deportistas. Pero su novia no piensa lo mismo, por lo que le espeta que o se convierte en un deportista o adiós noviazgo. A Ronald, pues, no le queda más remedio que intentar destacar en algún deporte cuando ingresa en la Universidad. Compaginándolo con esporádicos trabajos, se pone manos a la obra: practica el béisbol, la carrera, el salto de longitud, el de altura, el de pértiga, el lanzamiento de jabalina, el de peso... hasta hace de timonel en una regata. Pero la evidencia es abrumadora: Ronald es un negado para los deportes. Todas estas desastrosas prácticas, sin embargo, acabarán teniendo una insospechada utilidad.

## Reparto
| Actor           | Personaje                |
| --------------- | ------------------------ |
| Anne Cornwall   | La chica                 |
| Flora Bramley   | Su amiga                 |
| Harold Goodwin  | Un rival                 |
| Snitz Edwards   | El decano                |
| Carl Harbaugh   | Entrenador de regatistas |
| Sam Crawford    | Entrenador de béisbol    |
| Florence Turner | Una madre                |
| Buster Keaton   | Un hijo                  |

- Datos: Q1195904
- Multimedia: College (1927 film) / Q1195904